# Chloraeeae
Chloraeeae – plemię roślin z rodziny storczykowatych (Orchidaceae). Obejmuje 4 rodzaje występujące w Ameryce Południowej.

## Systematyka
Plemię sklasyfikowane do podrodziny storczykowych (Orchidoideae) w rodzinie storczykowatych (Orchidaceae), rząd szparagowce (Asparagales) w obrębie roślin jednoliściennych.
Wykaz rodzajów
- Bipinnula Comm. ex Juss.
- Chloraea Lindl.
- Gavilea Poepp.
- Geoblasta Barb.Rodr.